# Koyon-Turnier
Das Koyon-Turnier, auch Yonko-Turnier, ist eine Sportveranstaltung in Südkorea, bei der Angehörige der Korea University und der Yonsei University in den Disziplinen Fußball, Rugby, Baseball, Basketball und Eishockey gegeneinander antreten.

## Hintergrund
Seit 1925 verbindet die zwei privaten SKY-Universitäten Südkoreas, Korea University und Yonsei University, eine traditionelle Rivalität. Diese Tradition entstand in Anlehnung an die vergleichbare Rivalität zwischen Oxford und Cambridge im Vereinigten Königreich sowie deren Ruderwettkämpfen. Das Turnier gehört heute zu den bekanntesten Sportereignissen Südkoreas und findet auch außerhalb des Angehörigenkreises beider Universitäten viel Beachtung.

## Geschichte
Die beiden Universitäten, damals noch Boseong College und Yonhi College genannt, duellierten sich ab 1925 unter Leitung des Joseon-Sportrats in unregelmäßigen Abständen zuerst im Tennis. Im Jahr 1927 folgte ein Freundschaftsspiel im Fußball. Zwei Jahre später traten beide Schulen unter Leitung des CVJM im Basketball abermals gegeneinander an. Über die Jahre gab es darüber hinaus Wettkämpfe im Baseball, Volleyball, Leichtathletik, Ringen, Tischtennis, Judo und Kendo.
Nach Wiedererlangen der Unabhängigkeit von Japan etablierten sich die Wettbewerbe, welche von Seiten Yonsei Universitys als Yon-Ko Turnier, von Korea University als Ko-Yon Turnier bezeichnet werden, immer mehr als alljährlich stattfindende und mehrere Sportdisziplinen umfassende Wettkampftradition. Als Gewinner des Jahres wird die Universität erachtet, welche in einer größeren Zahl an Disziplinen siegreich war. Es sind aber auch Unentschieden möglich. Seit 1965 trennten sich die beiden Universitäten neunmal ohne einen Sieger.